# 2-4-2

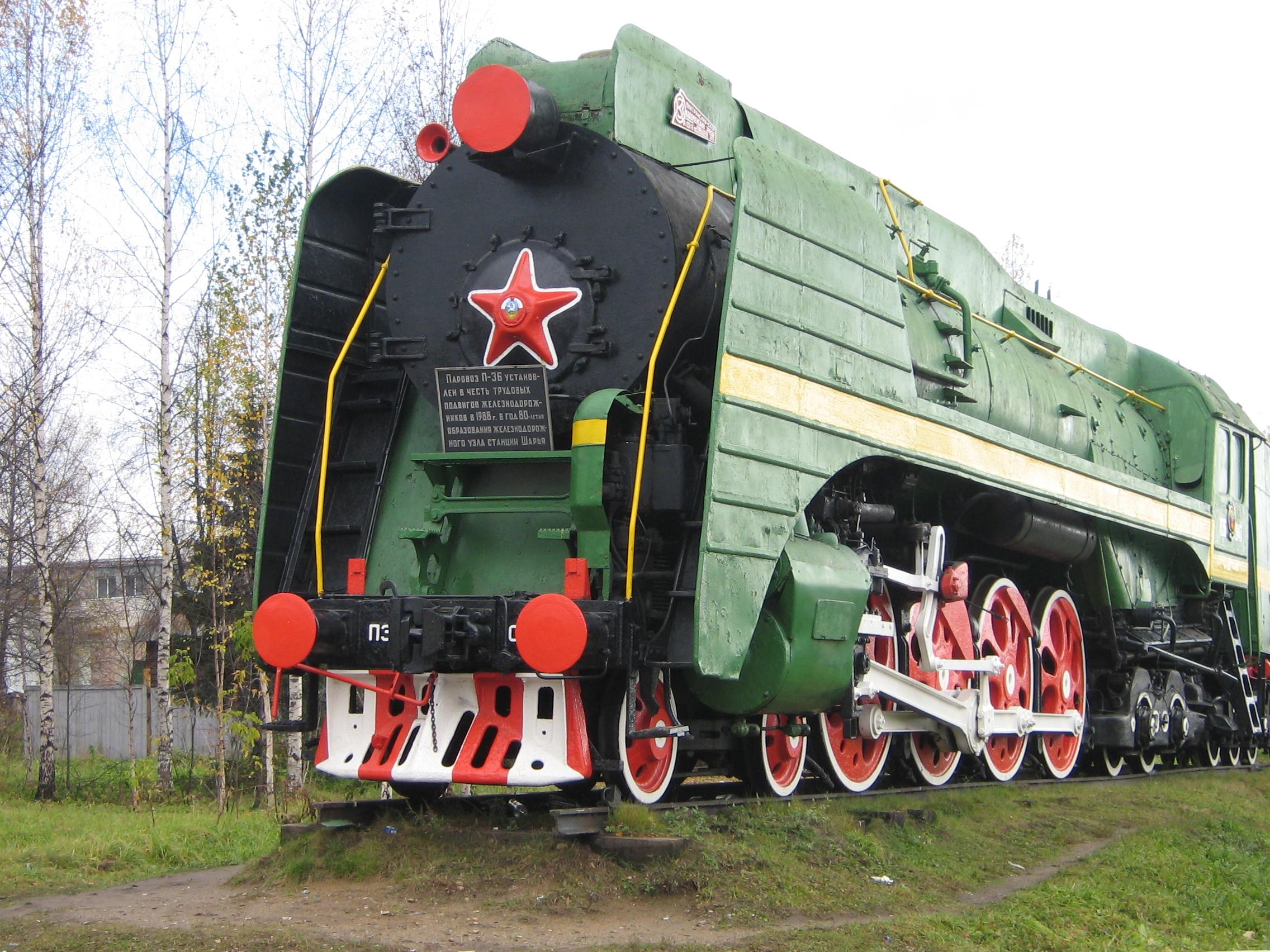
Паровоз серии П36 типа 2-4-2

Тип 2-4-2 — паровоз с четырьмя движущими осями в одной жёсткой раме, двумя бегунковыми и двумя поддерживающими осями. Является дальнейшим развитием типа 2-3-2.
Другие методы записи:
- Американский — 4-8-4 («Northern», реже «Ниагара» (см. Паровоз типа Конфидирейшн))
- Французский — 242
- Германский — 2D2

## Примеры паровозов
- Советский пассажирский паровоз серии П36.

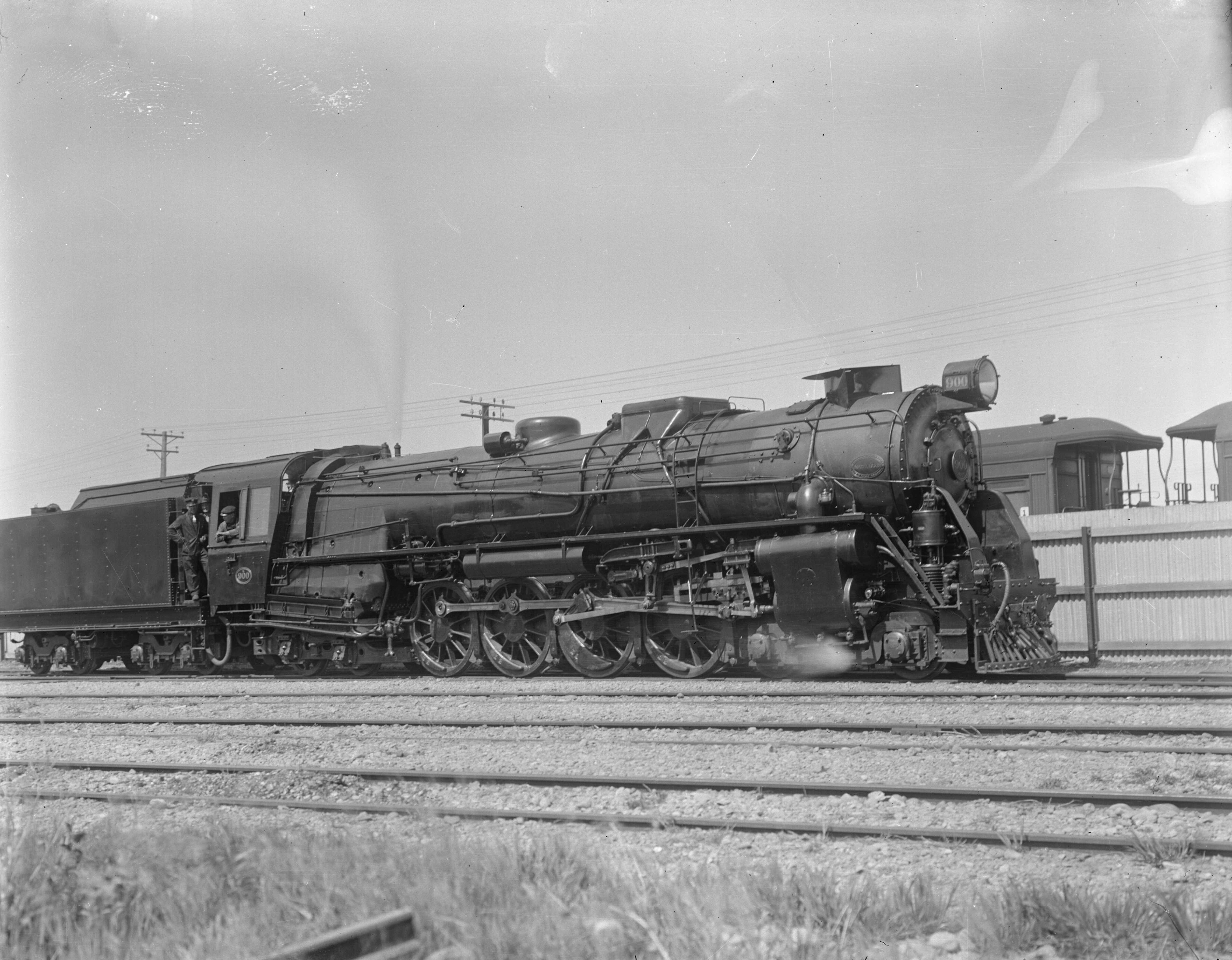
Паровоз 2-4-2 серии K в Новой Зеландии

- Паровоз 2-4-2 серии K в Новой ЗеландииАмериканские паровозы серии Union Pacific FEF